# Корветы типа «Флауэр»
Корветы типа «Флауэр» (англ. Flower class) — тип корветов периода Второй мировой войны. Корабли, сыгравшие огромную роль в Битве за Атлантику и ставшие для англичан таким же символом победы, каким для русских является танк Т-34. Предназначались для противолодочной обороны трансатлантических конвоев, однако, выполняли разнообразные боевые задачи, в том числе, патрульную и минно-тральную службу. Всего было построено 267 корветов этого типа.

## История создания
Класс корветов возродился в Королевском флоте в 1939 году, когда были переклассифицированы 112 конвойных (или эскортных) шлюпов, построенных в 1915—1938 годах для колониальной службы. Но, осознав неизбежность войны, Британское Адмиралтейство начало несколько срочных военных программ. Подобно подготовке к Первой мировой войне, главное внимание уделялось Флоту метрополии. В создании эскортных сил требовались дешевизна, простота и возможность массовой постройки. (Понимание важности ПВО и усиление зенитного вооружения пришло с началом войны).
Адмиралтейство обратились в фирму Smith’s Dock Со. Ltd South Bank в Мидлсбро с просьбой разработать проект корабля, который можно было бы быстро и в больших количествах строить на верфях, не имеющих опыта военного кораблестроения. В качестве прототипа было выбрано ранее построенное на той же верфи китобойное судно Southern Pride, использовавшее простую в обслуживании паровую машину; пар вырабатывали односторонние огнетрубные котлы «шотландского» типа, но угольное топливо было заменено нефтяным. Корпус корабля удлинили для размещения погребов боезапаса и возросшего экипажа. Электричество вырабатывал один турбогенератор мощностью 15 кВт с напряжением сети 220 V. Мощности турбогенератора не хватало для одновременной работы гидроакустической станции и радара.
Скорость нового корабля, 16 узлов, хотя и невысокая, была такой же как у подводной лодки в надводном положении, зато малая длина позволяла описывать циркуляцию практически на месте. Вооружение состояло из открытого четырехдюймового орудия, огражденного барбетом, и (в некоторых случаях) двухфунтового зенитного орудия «пом-пом» на круговой платформе в корме. Все это дополнялось парой пулемётов «Льюис» или «Виккерс» на мостике. Первые корветы, с их коротким полубаком и мостиком китобоя мало походили на боевые корабли: на волнении экипажи, состоявшие из новобранцев и резервистов, очень быстро укачивало, а из-за короткого полубака палубу в районе надстройки сильно заливало. Строили корветы типа «Flower» и в Канаде. По советским и российским источникам на всех канадских корветах (кроме «Dundas») вместо огнетрубных стояли водотрубные трёхколлекторные паровые котлы.
Для того, чтобы приспособить корабли к решению изменившихся задач, пулеметы Льюис на них заменили на 20-мм пушки Эрликон, а для размещения экипажа, возросшего с 47 в первоначальном проекте до 95 человек, полубак удлинили сначала до половины длины корабля, затем до двух третей. Это же помогло решить проблему с заливаемостью. Добавленный вес уменьшил метацентрическую высоту, сделав качку более плавной. Значительная часть оригинальных «Флауэров» была модернизирована в середине и в последние годы войны. Иногда новый вариант называется «Модифицированный Flower».
Корветы строились в Англии и Канаде и различались лишь типом паровых котлов — на английских кораблях применялись огнетрубные, а на канадских — водотрубные котлы.
Все построенные в Англии корветы этого типа переданы флотам стран, входящих в Британское содружество наций.
Для своего флота Канада построила 27 корветов и 15 — по заказу Англии для передачи США в рамках «обратного» ленд-лиза. К моменту их готовности США уже не испытывали недостатка в эскортных кораблях и приняли только восемь, а остальные передали Великобритании.
| Флаг                | Flower | Мод. Flower | Castle | Потери |
| ------------------- | ------ | ----------- | ------ | ------ |
| Великобритания      | 150    | 26          | 39     | 21     |
| Канада              | 86     | 36          | 12     | 10     |
| Британская Индия    | -      | 3           | -      | -      |
| Новая Зеландия      | -      | 2           | -      | -      |
| США                 | 10     | 15          | -      | -      |
| Греция              | 4      | -           | -      | -      |
| Сражающаяся Франция | 9      | -           | -      | 2      |
| Нидерланды          | 1      | -           | -      | -      |
| Норвегия            | 6      | -           | 1      | 3      |
| Югославия           | 1      | -           | -      | -      |
| ЮАС                 | 1      | -           | -      | -      |
| Нацистская Германия | 4      | -           | -      | 4      |

## Конструкция

### Вооружение
Первоначально корабли типаFlower были оснащены 4-дюймовым (102 мм) орудием в носу, стеллажами для 40 глубинных бомб на юте, лебедкой для траления и 2-фунтовым «Пом-помом» над машинным отделением. Из-за нехватки иногда вместо «пом-пома» использовались две спарки пулемётов Lewis или Vickers HMG или счетверенный пулемет Vickers HMG, что делало корабль уязвимым для атак авиации в роли экспортёра прибрежных конвоев и патрулирования в Северном море. Большая дальность плавания судов в сочетании с нехваткой военных кораблей эскорта в раннее военное время позволили кораблям типа Flowers участвовать в трансатлантическом эскортирование конвоев, где самолеты Люфтваффе встречались редко. Суда, направленные в Средиземное море, обычно имели больше зенитных орудий. Все корабли имели ASDIC. Позднее были добавлены высокочастотный радиопеленгатор (Huff-Duff), а также различные радиолокационные системы (например, Type 271), которые оказалось особенно эффективно в условиях плохой видимости в Северной Атлантике.

## Служба
После поражения Франции в июне 1940 подводные лодки стран оси получили удобные базы в оккупированных гитлеровскими войсками атлантических портах. В результате выяснилось, что, во-первых, конвои союзников нуждаются в противолодочной обороне на всем пути следования, а во-вторых, их маршруты оказались в пределах досягаемости немецких бомбардировщиков и торпедоносцев. Несмотря на исходное назначение — прибрежные действия военная необходимость заставила с 1941 года использовать корветы для охранения океанских конвоев. Из-за недостатка эскортных кораблей основная нагрузка по их проводке легла на корветы типа Flower — единственный тип, который можно было строить быстро и в массовых количествах, несмотря на то, что они не были рассчитаны на длительное плавание и не имели достаточного зенитного вооружения. Корабли унаследовали от своего прототипа-китобоя замечательную мореходность.
Исходно конвоирование проводилось только от Британских островов до меридиана 30° з. д., после чего далее транспорты следовали самостоятельно. Со временем ввели охранение на всем протяжении пути. Но в типичном случае корветы доходили только до точки передачи посередине Атлантики (англ. Mid-ocean Meeting Point, MOMP), где конвой принимало охранение другой стороны — от британского канадское или американское, и наоборот. Освободившиеся корабли подбирали встречный конвой и сопровождали его обратно.
Служба на борту в течение длительных переходов была однообразной, изнурительной, и очень тяжелой психологически. Условия обитания для офицеров были сносными, но для матросов в переполненном, душном и заливаемом водой холодном кубрике они были тяжелы. Из-за невозможности хранить скоропортящиеся продукты более чем 2-3 дня питание неделями состояло из сухого пюре и солонины. Основную часть экипажей составляли совсем молодые ребята, нестойкие к морской болезни. Поэтому политика в отношении отпусков при стоянках по обеим сторонам океана была относительно либеральной.

## Дальнейшее развитие типа
Для устранения основных недостатков проекта (малого запаса топлива и скученности в жилых отсеках) были увеличены размеры корпуса, что позволило разместить и дополнительное вооружение. Новый вариант, известный как корветы типа «Касл» (Castle), строился начиная с 1942 года. Последующее увеличение размеров, установка двухвальной силовой установки для улучшения живучести, усиление вооружения привели к созданию фрегатов типа «Ривер» (River), строившихся с 1943 года.

## Послевоенное использование
Корабли, ставшие ненужными после войны, были проданы на слом или переданы в дружественные флота.
110 из них проданы как излишки военного имущества и переоборудованы в китобои и грузовые суда, буксиры, метеорологические суда. Несколько бывших корветов было приобретено Пальямом и использовалось для нелегальной транспортировки евреев в Палестину.